# Josué Dorrio
Josué Dorrio Ortega (Bilbao, 3 de marzo de 1994) es un futbolista español que juega como extremo en el Racing Club de Ferrol de la Liga Hypermotion.

## Trayectoria
Nacido en Bilbao, es un jugador formado en la cantera del Danok Bat CF hasta categoría juvenil.
En la temporada 2013-14, forma parte de la plantilla del Bermeo Futbol Taldea de la Tercera División de España (Grupo IV), en el que juega durante tres temporadas.
En la temporada 2016-17, firma por el CD Vitoria de la Tercera División de España (Grupo IV). El 25 de enero de 2017, debutó con el primer equipo de la SD Eibar en un encuentro de cuartos de final de la Copa del Rey frente al Atlético Madrid, en el que disputó 72 minutos.
En la temporada 2017-18, jugaría en el Club Portugalete de la Tercera División de España (Grupo IV).
El 29 de noviembre de 2018, firma por el Lorca Fútbol Club de la Tercera División de España.
El 2 de septiembre de 2019, se compromete con el Real Murcia CF de la Segunda División B de España.
El 28 de septiembre de 2020, firma por el CF Talavera de la Segunda División B de España.
El 5 de julio de 2021, firma por la Real Balompédica Linense de la Primera Federación.
El 19 de julio de 2022, se compromete con la SD Amorebieta de la Primera Federación. En la temporada 2022-23, disputaría 37 partidos de liga en los que anota dos goles, logrando en el ascenso a la Segunda División de España tras quedar en primera posición del Grupo I y además disputaría un encuentro de Copa del Rey.
El 12 de junio de 2024, pasa a formar parte del Racing de Ferrol de la Liga Hypermotion.

## Clubes
| Club                     | País   | Año       | Partidos | Goles |
| ------------------------ | ------ | --------- | -------- | ----- |
| Bermeo Futbol Taldea     | España | 2013-2016 |          |       |
| CD Vitoria               | España | 2016-2017 |          |       |
| Club Portugalete         | España | 2017-2018 | 4        | 0     |
| Lorca Fútbol Club        | España | 2018-2019 |          |       |
| Real Murcia CF           | España | 2019-2020 | 26       | 2     |
| CF Talavera              | España | 2020-2021 | 22       | 0     |
| Real Balompédica Linense | España | 2021-2022 | 33       | 2     |
| SD Amorebieta            | España | 2022-2024 | 83       | 5     |
| Racing Club de Ferrol    | España | 2024-2025 | 22       | 1     |